# Sargeant Bay Park
Sargeant Bay Park är en park i Kanada.   Den ligger i Sunshine Coast Regional District och provinsen British Columbia, i den sydvästra delen av landet, 3 600 km väster om huvudstaden Ottawa. Sargeant Bay Park ligger 47 meter över havet.
Terrängen runt Sargeant Bay Park är kuperad åt nordost, men söderut är den platt. Havet är nära Sargeant Bay Park åt sydväst. Trakten är glest befolkad. Närmaste större samhälle är Sechelt, 7,9 km öster om Sargeant Bay Park. 